# Mwanza Mukombo
Albert Mwanza Mukombo (né le 17 décembre 1945 à l'époque au Congo belge, aujourd'hui en République démocratique du Congo et mort le 13 octobre 2001) est un footballeur international congolais (RDC), qui évoluait au poste de défenseur.

## Biographie

### Carrière en sélection
Avec l'équipe du Congo-Kinshasa puis du Zaïre, il joue 21 matchs (pour aucun but inscrit) entre 1968 et 1976[réf. souhaitée].
Il figure dans le groupe des sélectionnés lors de la Coupe du monde de 1974. Lors du mondial organisé en Allemagne, il joue trois matchs : contre l'Écosse, la Yougoslavie et le Brésil.
Il participe également aux Coupes d'Afrique des nations de 1968, de 1972 et de 1974. Il remporte la compétition en 1968 et 1974.

## Palmarès
/ Congo-Kinshasa/Zaïre
- Coupe d'Afrique des nations (2) :
  - Vainqueur : 1968 et 1974.